# Regen und Meer
"Regen Und Meer" é o segundo single da banda de rock pop alemão Juli, no álbum Es ist Juli. A canção é sobre uma separação que leva a pessoa a sair de sua cidade em que morava.

## Composição
A canção é sobre uma pessoa que descobre que seu parceiro não é quem pensava ser. A pessoa compara a seu tempo antes de conhecer seu parceiro, admitindo como era melhor antes. Conseguindo o que quer, a pessoa se separa com muito desejo disso, ao contrário do parceiro que não admite, sendo a pessoa obrigada a sair da cidade em fuga. Canção escrita por Diane Weigmann, Eva Briegel, Jonas Pfetzing.

## Formação
Eva Briegel nos Vocais, Simon Triebel como guitarrista, Marcel Römer como baterista, Andreas "Dedi" Herde nos sons de baixo e Jonas Pfetzing também como guitarrista.

## Faixas
1. Regen und Meer [Radio Edit Single Version] - 3:38[4]
2. Regen und Meer - 3:37
3. Regen und Meer [Jetzt 18 Mehr Version] - 4:08
4. November [J.U.L.I. Remix] - 3:08